# Butania lugubris
Butania lugubris är en insektsart som först beskrevs av Brunner von Wattenwyl 1898.  Butania lugubris ingår i släktet Butania och familjen Chorotypidae.

## Underarter
Arten delas in i följande underarter:
- B. l. lugubris
- B. l. major